# El minuet
El minuet és un quadre de Giovanni Domenico Tiepolo pintat el 1756 que actualment forma part de la col·lecció permanent del Museu Nacional d'Art de Catalunya.

## Descripció
L'acció s'inspira al teatre de Carlo Goldoni, on apareixen els personatges de la «Commedia dell'arte», Pantalone i Colombina, acompanyats per altres màscares vestides de forma elegant, que dansen al jardí d'una vil·la. Es tracta d'una escena de gènere situada dins l'atmosfera del Carnaval, l'esdeveniment que feu de la ciutat de Venècia un lloc de parada obligatòria pels viatgers europeus del segle xviii. Aquí, Tiepolo se serveix del Carnaval com excusa per descriure els costums i l'ambient de les gents que el van envoltar: una societat que amagava la seva decadència i es refugiava sota les aparences, diversions i passatemps efímers.

## Exposicions rellevants
Llista incompleta d'exposicions rellevants:
- 2013- The Pageant of Venice: Art and Music in the Golden Age of the Serenissima - Montreal, The Montreal Museum of Fine Arts.[3]